# Julius Classicus
Julius Classicus byl treverský velitel a římský uzurpátor.
Pocházel z bohatého a urozeného galského rodu. Původně sloužil jako velitel pomocných galských oddílů císaře Vitellia. V roce 70 se však připojil k batavské vzpouře Gaia Julia Civila. Uplácením se mu podařilo získat na svou stranu římské vojáky a rovněž nechal zavraždit Voculu, velitele Legie XXII Primigenia. Svých počátečních úspěchů však povstalci nedokázali využít. Na jaře roku 70 přitáhl potlačit revoltu Petilius Cerialis. Poměrně rychle se mu podařilo obsadit většinu území, která předtím získali povstalci. Ti uprchli na druhý břeh Rýna a zmizeli v Germánii. Poslední zmínkou která se o Classicovi dochovala, je zpráva o jeho neúspěšném pokusu dobýt římský tábor u Grinny. O jeho dalším osudu se nedochovaly žádné zdroje.